# Derectaotus daedalus
Derectaotus daedalus är en insektsart som beskrevs av Fernando 1958. Derectaotus daedalus ingår i släktet Derectaotus och familjen Mogoplistidae. Inga underarter finns listade i Catalogue of Life.